# SCARLET KNIGHT
《SCARLET KNIGHT》是日本聲優，歌手水樹奈奈第23張單曲。在2011年4月13日由King Records MM製作部發售，商品番號KICM-1335。

## 单曲解説
与第24张单曲POP MASTER同時发售。主打歌SCARLET KNIGHT是电视动画DOG DAYS的片头曲，与魔法少女奈叶系列相同，继续由都築真紀原作、草川啓造監督、Seven Arcs製作的电视动画。3月15日朝日电视台4月度片尾曲公布。初回盤付有特制的限定卡。价格与POP MASTER相同，因奈々的谐音定价777日元。

## 收錄曲
1. SCARLET KNIGHT
作詞：水樹奈奈，作曲、編曲：藤間仁 （Elements Garden）
  - 电视动画《DOG DAYS》片头曲
  - 朝日电视台4月度片尾曲
  - 愛媛朝日放送《Love Chu！Chu！》4月度片尾曲
2. HIGH-STEPPER
作詞：，作曲、編曲：齋藤真也
  - TBS系电视节目4月、5月度片尾曲